# Preceptor
Preceptor (do latim praecēptor,ōris: 'o que instrui'), no ensino básico, é a pessoa incumbida da educação e instrução de uma criança ou de um adolescente, geralmente na casa deste.
Já no ensino superior das ciências da saúde,  preceptor é o professor responsável por conduzir e supervisionar, por meio de orientação e acompanhamento, o desenvolvimento dos médicos residentes nas especialidades de um hospital. Todos os profissionais responsáveis por acompanhamento de alunos da área da saúde que irão realizar atendimento a pacientes são chamados preceptores. O preceptor deverá ter formação completa na sua área de atuação, seja na farmácia, fonoaudiologia, fisioterapia, biomedicina, enfermagem, nutrição, educação física, odontologia, serviço social, psicologia ou medicina.